# Грб општине Љиг
Грб општине Љиг користи се у три нивоа, Мали (Основни) грб, Средњи грб и Велики грб.
Блазон малог грба гласи: Штит раздељен вертикално по средини двема таласастим линијама, десна (хер.) сребрна и лева (хер.) плава. Десно, на црвеном златни плодни лист храста, са по два иста таква жира надесно и лево од листа .. лево, на сребрном горе две плаве шљиве зелених петељки и листова, и доле, плави пехар из ког извиру по три иста таква млаза надесно и лево. Подштит уоквирује основни штит, а раздељен је вертикално по пола, десно сребрно, лево црвено.
Блазон средњег грба гласи: Штит раздељен вертикално по средини двема таласастим линијама, десна (хер.) сребрна и лева (хер.) плава.десно, на црвеном златни плодни лист храста, са по два иста таква жира надесно и лево од листа. Лево, на сребрном горе две плаве шљиве зелених тепељки и листова, и доле, плави пехар из кога извиру по три иста таква млаза надесно и лево. Подштит уоквирује основни штит, а раздељен је
вертикално по пола, десно сребрно, лево црвено. Штит је крунисан златном бедемском круном, без мерлона, која је надвишена златним тролистом храста. Штит је обухваћен двема плодним зеленим гранама зелене божиковине (llex aguifolijum), црвених бобица. Испод свега, бела симетрично извијугана трака исписана именом Титулара.
Блазон великог грба гласи: Штит раздељен вертикално по средини двема таласастим линијама, десна (хер.) сребрна и лева (хер.) плава. Десно, на црвеном златни плодни лист храста, са по два иста таква жира надесно и лево од листа. Лево, на сребрном горе две плаве шљиве зелених петељки и листова, и доле, плави пехар из кога извиру по три иста таква млаза надесно и лево. Подштит уоквирује основни штит, а раздељен је
вертикално по пола, десно сребрно, лево црвено. оба у канџама држе копље оковано златом, са којих се у поље вије златним Штит је крунисан златном бедемском круном, без мерлона, која је, надвишена златним тролистом храста. Чувари штита су два природна, обична фазана (Phasisnus sholcicus) ресама оперважен (уоквирен) стег Србије (десно) односно стег Титулара (лево). Стег Титулара понавља мотив са Малог (Основног) штита без подштита. Постамент је травом обрастао брдовити природни пејзаж посут гранчицама божиковине, са два укрштена златна рога срндаћа по средини испод штита. Испод свега, бела симетрично изувијана трака исписана именом Титулара.
Аутор заставе и грба Љига (у три нивоа - по нормативима Српског Хералдичког Друштва) jе Тихомир Ачански.